# Jingglong (Ponorogo)
Jingglong is een bestuurslaag in het regentschap Ponorogo van de provincie Oost-Java, Indonesië. Jingglong telt 1410 inwoners (volkstelling 2010).